# Karim Ojjeh
Karim Ojjeh, född 27 augusti 1965 i Genève, är en saudiarabisk racerförare. Han är även verksam i familjens företag Techniques d'Avant Garde.

## Racingkarriär
Ojjeh tävlade i Formula Palmer Audi i början av 2000-talet. Därefter bytte han till sportvagnsracing i Le Mans Series. 2011 vann han LMP2-klassen i Le Mans 24-timmars.